# Atsimo-Andrefana
Atsimo-Andrefanaregionen är en region i Madagaskar. Den ligger i den sydvästra delen av landet, 600 km sydväst om huvudstaden Antananarivo. Antalet invånare är 1 018 500. Arean är 66 236 kvadratkilometer.
Atsimo-Andrefanaregionen delas in i:
- Ankazoabo District
- Toliara II District
- Toliara I District
- Beroroha District
- Ampanihy District
- Betioky District
- Bekily District
- Toliara Province
- Benenitra

Följande samhällen finns i Atsimo-Andrefanaregionen:
- Betioky
- Ankazoabo
- Ampanihy
- Sakaraha
- Beroroha
- Behompy
- Antanimena
- Anakao